# 李錫 (1941年)
李锡（韓語：이석，1941年8月30日—），幼名李海锡（이해석），本貫全州李氏，是大韓帝國首位皇帝高宗李熙的孙子、义亲王李堈第十子，生母是側室洪貞順（홍정순）。
早年以身為歌手為名，因而獲得綽號「唱歌王子」，作品有1967年專輯《Pigeon House》。從2004年開始，李錫應全州市政府招募來振興當地觀光經濟，在全州韓屋村裡建立民宿、同時是他的居所「承光齋」（승광재），曾有前總統盧武鉉、總統文在寅夫婦、首爾市長朴元淳以及美國駐韓大使哈利·B·哈里斯等人來訪；同時又被全州大學聘為客座歷史教授。李錫積極提倡恢復皇室，曾主張包括在韓國引入君主立憲制和現有的總統制並存，以皇室家族作為象徵。因此，李錫在2006年8月創立「皇室文化財團」（황실문화재단）。2016年5月，被鬱陵郡守聘為獨島宣傳大使。

## 生平

### 早年

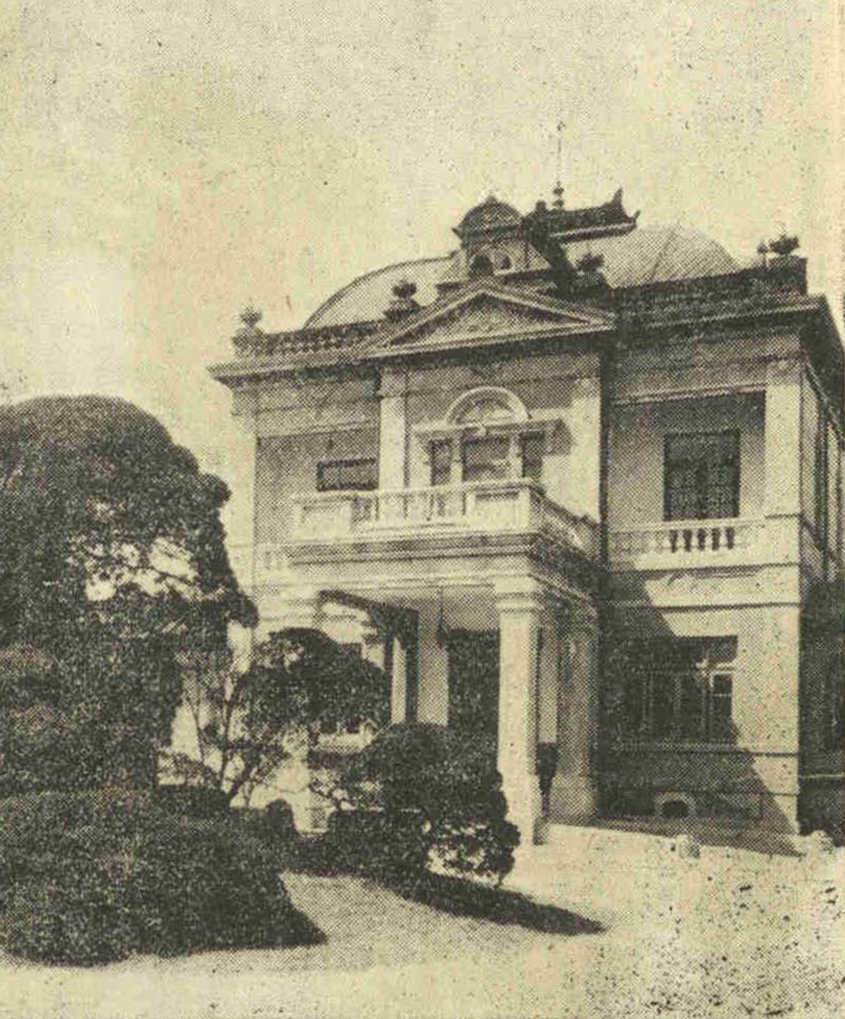
1937年的寺洞宮

李錫生於朝鮮日治時期的1941年8月30日，是李堈的庶十子，生母是洪貞順。當時，李堈已經六十二歲、洪貞順年僅十九歲。李錫的出生地，李堈的本邸寺洞宮在第二次世界大戰之後被賤賣；李承晚政權的建立也使得許多王室財產被沒收和國有化。韓戰爆發後，李錫和家人不得不從安國洞的離宮逃離，過著貧困的生活。在大韓民國建立之初，王室成員被從王宮驅逐出去，但是當朴正熙掌權之後，王室成員生活有所改善。李錫在首爾的外國語大學就學時，曾熟練學習多門語言、以西班牙語為主，又學國際關係以及歷史，期望投入外交生涯，但是當時韓國政局不穩被迫放棄這個計畫。同時李錫頗有表演天賦，在1960年代、二十多歲時有幾首受歡迎的作品。之後他加入韓國國軍，曾參與越戰；之後因為在戰場受傷不得不返國。在此同時，生母洪貞順罹患神經性胃癌因而病逝。李錫當時二十六歲，曾自殺九次未遂。1979年朴正熙總統被暗殺，王室成員的禮遇進一步被縮減，李錫曾嘗試好幾份工作以維持生活。1980年代，他到美國成為非法移民，曾經做過除草、清理游泳池和建築物等等工作；同時試圖向韓國政府討回王室財產，無果。到1990年代韓國政局趨穩，李錫回到韓國。

### 近況
2004年4月，李錫的長女李洪在SBS的歌唱節目首次登台獻唱，李錫為了慶祝，和女兒同台表演。同年八月，李錫開始在全州韓屋村經營承光齋，並開始在那裡定居。「承光齋」的名字有「繼承」光武（朝鮮高宗年號）的寓意在內。當時，全州市政府建立全州韓屋村並向經營者出租場地，而承光齋仿傳統樣式用木材建造；李錫便和他的支持者經營這個地方。李錫曾說：「全州市還有很多潛力，因為這是朝鮮王朝的發源地。我會宣傳王室家族的文化，重新榮耀全州的歷史。」
2005年7月16日，李錫的堂哥李玖病逝，生前沒有子女；同月22日，全州李氏大同宗約院宣布，根據李玖生前的遺願，將他的堂姪李源立為嗣子並成為李玖的繼承人。在舉行李玖的葬禮期間，李錫相當不滿這個決定，說「葬禮還沒結束，現在討論領養養子不妥當」。之後，李錫質疑宗約院決定的效力，宣稱「死後收養養子根本毫無意義」、「李方子（李玖之母）生前遺囑曾說要把我立為第一順位繼承人」。翌年八月，作為王室復興的準備，李錫創立「皇室文化財團」並自任總裁。另一方面，李錫的異母姐李海瑗亦於2006年9月29日在一家旅館舉行加冕儀式，自稱女皇；李錫也有受邀，但因不清楚舉行儀式的人的身分而沒有出席。
首爾光化門廣場的世宗大王像2009在10月9日樹立，李錫曾出席落成典禮。在2014年9月4日的一次訪談中，他說現在並沒有朝鮮世宗生前的畫像留存下來，世宗大王像的容貌是參考李錫本人以及存放在冠岳山的孝寧大君（朝鮮世宗次兄）像，兩者結合起來製作的。2018年8月7日，美國駐韓大使哈利·B·哈里斯拜訪李錫的承光齋。首爾市長朴元淳說：「皇孫（李錫）是我們的精神和歷史見證；我對大使夫婦造訪這個極具象徵性的地方深懷感激。」
2018年10月6日，李錫指定一位遠親，時年34歲的韓裔美國人、企業家安德魯·李為「太子」，他是VPN公司Private Internet Access的創辦人，並在美國加州的Crustacean Beverly Hills餐廳舉行儀式，以李錫傳授一把劍給安德魯作為象徵。

### 學歷
- 首尔昌庆小学毕业
- 首尔京东中学毕业
- 首尔京东高中毕业
- 韩国外国语大学西班牙语系學士毕业

## 附註
1. ↑  現有總統制的國家之中有和前王室相互承認的先例，比如羅馬尼亞承認前國王的「陛下」尊稱，以及法國海外領地瓦利斯和富圖納中仍有君主存在。